# Удавчик конічний
Удавчик конічний (Eryx conicus) — неотруйна змія з роду Удавчик родини Удавові. Має 2 підвиди. Інша назва «шорсткохвостий удавчик».

## Опис
Загальна довжина коливається від 50 см до 1 м. Голова сплощена, вкрита дрібною лускою. Очі маленькі. Шийне перехоплення практично не виражено. Тулуб масивний, вальковатий, хвіст короткий, тупо обрубаний на кінці. Забарвлення помаранчеве або темно-жовте. На спині є 2 рядки симетрично розташованих темно—коричневих плям, які зливаються та утворюють зигзагоподібний малюнок. З боків — плями того ж кольору дрібніші. Черево світле.

## Спосіб життя
Полюбляє сухі степи, напівпустелі, кам'янисті передгір'я. Веде виключно наземний спосіб життя. Ховається під камінням та у норах гризунів. Активний уночі. Харчується дрібними ссавцями, хробаками.
Це яйце живородна змія. Самиця народжує до 10 дитинчат.

## Розповсюдження
Мешкає у Пакистані, Індії, Непалі та о. Шрі-Ланка.

## Підвиди
- Eryx conicus conicus
- Eryx conicus brevis